# Esperanza Zabala
Esperanza Zabala (Éibar, Guipúzcoa, 1974) es una artista española que desarrolla un trabajo interdisciplinar, abarcando su obra pintura, obra gráfica, escultura e instalaciones.

Se inició en los fundamentos del arte en el Liceo Di Brera de Milán. Tras estudiar diseño gráfico en San Sebastián, se licenció en Bellas Artes por la Universidad de Salamanca. Esperanza Zabala ha participado en numerosas exposiciones individuales y colectivas.

## Pintura
La pintura de Esperanza Zabala se puede enmarcar dentro del neoexpresionismo, siendo su estilo cercano al de José Luis Zumeta, los expresionistas alemanes, el grupo CoBrA o Jean-Michel Basquiat. Sus pinturas, a primera vista semi-abstractas, esconden motivos figurativos. Utiliza colores vivos y de gran intensidad, mezclando en sus cuadros óleo, acrílico y otras técnicas. A veces, en lugar del clásico lienzo, utiliza como soporte sábanas bordadas.

## Escultura
En escultura trata temas tales como el feminismo, el cuerpo, el sexo, la religión, la muerte o la moda. Ha seguido para ello tres líneas principales.

Por una parte, trabajos basados en objetos, juguetes, imágenes religiosas o elementos cotidianos. Mediante estos trabajos invita al análisis social, a la crítica y a la reflexión de lo cotidiano -moda, consumo, etc.-.

Otra línea es la que forman sus esculturas de espuma de poliuretano, siguiendo la técnica que aprendió de Enrique Marty. Compuesta por esculturas de personas en tamaño real -algunas fragmentadas- y piezas antropomórficas de texturas orgánicas, trata temas tales como el proceso de construcción-deconstrucción del cuerpo, el cuerpo defragmentado, la piel, etc. Algunos de estos trabajos se pueden relacionar con los realizados por Damien Hirst o Gunther von Hagens.

A partir de 2014 comienza a combinar esculturas con tecnologías Wi-Fi y streaming. Mediante estos trabajos conceptuales, además de tratar la propia red como obra de arte, llama a la reflexión sobre la consciencia del cuerpo.

## Otras disciplinas
Entre los trabajos de Esperanza Zabala se pueden hallar una serie de instalaciones o performances de action painting en los que usa su propio cuerpo como herramienta. En ellos estampa sobre papel su cuerpo previamente embadurnado de pintura roja, siguiendo líneas de trabajo como las de Ana Mendieta o Yves Klein.
Además de ello, la artista también ha realizado libros de artista y serigrafías.